# Grau Réaumur
El  grau Réaumur  (°Ré, °Re, °R) és una unitat de temperatura en desús. Anomenada en honor de René Antoine Ferchault de Réaumur que la va proposar com a unitat a 1731.
Un valor de 0 graus Réaumur correspon al punt de congelació de l'aigua i 80 graus Réaumur al punt d'ebullició de l'aigua. Per tant, a diferència de les escales de grau Celsius o kelvin, la graduació d'aquest interval correspon a 80 graus en la regla de Réaumur. S'assembla a l'escala de graus Celsius en tant que 0 graus Celsius equival a 0 grau Réaumur.
Aquest sistema de temperatura és utilitzat de vegades per mesurar la temperatura dels almívars i els caramels.
El grau Réaumur va ser utilitzat àmpliament a Europa, particularment en França, Alemanya (així com a Rússia —com es pot veure a les obres de Dostoievski—) però va ser finalment substituït pel grau Celsius, una unitat derivada de temperatura del Sistema Internacional.

## Conversió entre diferents unitats de temperatura
|                                                                                                | de Réaumur                    | a Réaumur                     |
| ---------------------------------------------------------------------------------------------- | ----------------------------- | ----------------------------- |
| Cèlsius                                                                                        | x °Ré ≘ x × ⁠5/4⁠ °C            | x °C ≘ x × ⁠4/5⁠ °Ré            |
| Fahrenheit                                                                                     | x °Ré ≘ (x × ⁠9/4⁠ + 32) °F     | x °F ≘ (x − 32) × ⁠4/9⁠ °Ré     |
| Kelvin                                                                                         | x °Ré ≘ (x × ⁠5/4⁠ + 273.15) K  | x K ≘ (x − 273.15) × ⁠4/5⁠ °Ré  |
| Rankine                                                                                        | x °Ré ≘ (x × ⁠9/4⁠ + 491.67) °R | x °R ≘ (x − 491.67) × ⁠4/9⁠ °Ré |
| Per a intervals de temperatura en lloc de temperatures específiques, 1 °Ré = 1.25 °C = 2.25 °F |                               |                               |